# 吉川線
吉川線為日本警察的專業術語，指被勒死的被害者頸部出現的傷口，多半是與勒痕垂直的指甲刮傷傷口。日本大正時代警視廳的鑑識課長吉川澄一（1885年-1949年）發現遭絞殺的死者頸部上的勒痕，都有數道與之垂直的抓傷，因此開始研究其作為他殺的證據，並且在學會中発表。被害者在遭到犯人以細物纏繞頸部時，為了掙脫犯人的控制以及恢復呼吸，在劇烈掙扎的過程中被害者會下意識以雙手試圖移去頸部細物而抓傷皮膚。在鑑識的過程中，可在被害人的指甲中發現血液及皮膚組織，若在其中發現與被害者不相符的組織，也能進一步鎖定犯人。不過，由於吉川線屬於防禦傷痕，在死者無法或者不想防禦的情況下，如自缢死亡，或者是先昏迷才被勒死，都不會出現吉川線。若是被吊死，被害者的頸部會由於身體重量的壓迫而瞬間失神，毫無掙扎的時間，因此也不會出現吉川線。吉川線的獨特性質是死者自缢死亡，或是因被謀殺勒死而死亡的重要判斷基準，在鑑識也有相當程度的幫助。